# Ratovoantany
Ratovoantany ("autocreato"), è un dio della mitologia delle popolazioni del Madagascar.

## Nel mito
Nato come una pianta fu il primo essere dalle sembianze umane a vagare sulla terra, iniziò a creare delle statue di argilla con le fattezze umane, al che giunse il dio Zanahary, che voleva portarli in vita grazie ai suoi poteri. Ratovoantany inizialmente rifiuto in quanto il dio voleva portarli con lui nel cielo mentre l'uomo li voleva sulla terra, per accontentarlo Zanahary creò la morte: in vita le persone sarebbero state sulla terra in morte nel cielo.
Nella mitologia le prime creature dalle sembianze umane furono Andriambahomanana e sua moglie Andriamahilala.